# Perdita glabrescens
Perdita glabrescens är en biart som beskrevs av Timberlake 1962. Perdita glabrescens ingår i släktet Perdita och familjen grävbin. Inga underarter finns listade i Catalogue of Life.